# 卡尔-古斯塔夫·温奎斯特
卡尔-古斯塔夫·温奎斯特（瑞典語：Karl-Gustaf Vingqvist，1883年10月15日—1967年11月19日），瑞典前男子竞技体操运动员。他曾获得1908年夏季奥运会体操比赛男子团体全能金牌。他于1967年在隆德去世。